# New Castle, Indiana
New Castle är en stad (city) i Henry County, i delstaten Indiana, USA. Enligt United States Census Bureau har staden en folkmängd på 18 038 invånare (2011) och en landarea på 18,9 km². New Castle är huvudort i Henry County.